# 몽타주
몽타주(montage, 문화어: 판조립)는 따로 촬영된 화면을 떼어 붙이면서 새로운 장면이나 내용을 만드는 기법이다. 일반적으로 영화나 사진의 편집 구성의 한 수법으로 간주된다.

## 개요
몽타주는 원래 '조립(組立)한다'는 뜻을 가진 프랑스 말로, 이를 맨 처음 영화에 도입한 것은 프랑스인데 프랑스에서는 영화의 화면(畵面)을 교묘하게 조립·연결함으로써 화면에 리듬을 주는 기술을 몽타주라고 생각하였다. 그 후 이 말은 소련의 유명한 감독 세르게이 예이젠시테인(Sergei M. Eizenstein, 1898-1948)과 푸도프킨(Vsevlov I. Pudovkin, 1893-1953) 등이 몽타주 작품을 발표하게 되었고, 그에 따른 이론을 구성하여 세계 영화계에 널리 영향을 미침으로써 일반화하게 되었다. 이들이 뜻하는 몽타주라는 것은 마치 시인이 그 자체로서는 아무런 예술성을 가지지 않는 낱말을 배열·구성·조립함으로써 시라는 예술을 만들어내는 것과 같이, 영화예술가가 단편적인 화면을 취사선택 혹은 재구성함으로써 예술적으로 영화를 만드는 것이므로 영화란 결국 '촬영'되는 것이 아니고 '조립·편집'된다는 것을 의미한다.

## 영화 편집
영화 편집에서 몽타주는 일련의 짧은 샷들을 제약된 공간, 시간, 정보에 연속하게 편집하는 테크닉이다.
1930년대부터 1950년대에 이르기까지 몽타주 시퀀스는 특별한 광학 효과 (페이드, 디졸브, 화면 분할, 트리플 노출) 댄스 및 음악을 포함한 수많은 짧은 샷들을 병합하였다. 이들은 감독이나 영화 편집자뿐 아니라 누구든지 모아서 정리할 수 있다.

## 사진 편집
포토몽타주는 사진을 서로 결합하여 조립하는 일을 말한다. 1915년 독일의 다다이스트, 그로츠나 하트필드가 공동으로 행하였다. 이들은 콜라주에서 자극을 받아 관계없는 몇 장의 사진을 동일 화면에 결합함으로써 환상적인 광경을 표현하였다.

## 같이 보기
- 콜라주
- 프랑스
- 편집